# Ladzin
Ladzin is een plaats in het Poolse district  Krośnieński (Subkarpaten), woiwodschap Subkarpaten. De plaats maakt deel uit van de gemeente Rymanów en telt 510 inwoners.